# 山崎達之輔
山崎 達之輔（やまざき たつのすけ、1880年〈明治13年〉6月19日 - 1948年〈昭和23年〉3月15日）は、日本の台湾総督府・文部官僚、政治家。第9・11・20代農林大臣、初代農商大臣、第40代逓信大臣、衆議院議員7期。内務大臣の山崎巌は実弟。

## 来歴・人物
福岡県大川市出身。内務大臣、自治大臣を務めた山崎巌は達之輔の弟に当たる。また、元国土庁長官の山崎平八郎は達之輔・巌兄弟の甥に当たるが、平八郎の実父・四郎（達之輔の弟で巌の兄）が早世したため、子供のいない達之輔が平八郎を引き取って実の子のように育てた。そのため人名事典などでは山崎平八郎を達之輔の子とした記述が散見する。
後の衆議院議長・保利茂は山崎が岡田内閣の農林大臣時代に農相秘書官を務めた。ゆえに保利は山崎の弟子であるといえる。

## 年譜
- 1906年（明治39年）- 京都帝国大学法科大学独法科を卒業し、台湾総督府参事官として官界に入り、その後文部省に転じる。
- 1924年（大正13年）- 退官して郷里の福岡県第13区[1]から無所属で第15回総選挙に立候補し初当選[2]。初め中正倶楽部に属したが、その後政友会に転じた。
- 1927年（昭和2年）- 田中義一内閣の文部政務次官に就任。
- 1928年（昭和3年）- 中選挙区制に変更されてから最初に行われた総選挙である第16回総選挙に福岡県第3区から政友会公認で立候補し再選[3]。
- 1930年（昭和5年）- 第17回総選挙に政友会公認で立候補し3選[4]。
- 1932年（昭和7年）- 第18回総選挙に政友会公認で立候補し4選[5]。
- 1934年（昭和9年）- 岡田内閣に党議に反して農林大臣として入閣したため政友会を除名。
- 1935年（昭和10年）- 床次竹二郎ら他の政友会除名・脱党組とともに昭和会を結党に参加[6]。
- 1936年（昭和11年）
  - 1月 - 第19回総選挙に昭和会公認で立候補し5選[7]。
  - 6月 - 国策研究会の発足に伴い同会に参加。各派中堅議員による横断的、無党派による研究会で発起人は風見章、滝正雄[8]。
- 1937年（昭和12年）- 林内閣の農相兼逓信大臣として入閣。この頃より親軍的新党の結党を目指す。第20回総選挙に昭和会公認で立候補し6選[9]。
- 1939年（昭和14年）- 旧昭和会のうち政友会出身者とともに中島知久平を総裁とする政友会革新同盟に合流。
- 1940年（昭和15年）- 聖戦貫徹議員連盟を結成、大政翼賛会総務に就任。
- 1942年（昭和17年）- 第21回総選挙に翼賛政治体制協議会の推薦候補として立候補し7選[10]。翼賛政治会政調会長に就任。その後常任総務、代議士会長を歴任。
- 1943年（昭和18年）- 東條内閣の農相として入閣。その後農商大臣となる。
- 1945年（昭和20年）- 日本進歩党の結党に参加。
- 1946年（昭和21年）- 公職追放。
- 1948年（昭和23年）- 3月15日、67歳で死亡。

## 栄典
- 1943年（昭和18年）5月1日 - 正三位[11]

## 業績
- 文部省時代は普通学務局長、図書監査官等を歴任した。
- 政友会では政調会長、総務等を歴任した。